# Колеминучо (Терамо)
Колеминучо (итал. Colleminuccio) је насеље у Италији у округу Терамо, региону Абруцо.
Према процени из 2011. у насељу је живело 127 становника. Насеље се налази на надморској висини од 372 м.